# Златко Шименц
Златко Шименц (29. новембар 1938) бивши је југословенски ватерполиста.

## Спортска биографија
Породица му је пореклом из Словеније, али су се због посла преселили у Загреб, где је Златко рођен. Поред ватерпола, тренирао је и рукомет. Био је члан загребачког ватерполо клуба Младост. Куп европских првака освојио је са екипом Младости 1967–1969. и 1971. године.
За ватерполо репрезентацију Југославије одиграо је 101 утакмицу, био је члан и рукометне репрезентације Југославије. Са ватерполо репрезентацијом Југославије учествовао два пута на Олимпијским играма, и то 1960. године у Риму и 1964. у Токију. Највећи успех остварио је у Токију 1964. освајањем сребрне медаље. Има три медаље са ватерполо Европских првенстава, две сребрне 1958. у Будимпешти и 1962. у Лајпцигу, те бронзу са првенства 1966. године у холандском Утрехту.
Био је тренер АВК Младости (1972–75), од 1969. до 1971. тренер ватерполо репрезентације Југославије.
Његов син Дубравко је био успешан ватерполиста и репрезентативац, а кћерка Ива првакиња у синхроном пливању, касније тренер и судија синхроног пливања.

## Успеси
Играч
Југославија
- медаље
- сребро : Олимпијске игре Токио 1964.
- сребро : Европско првенство Будимпешта 1958.
- сребро : Европско првенство Лајпциг 1962.
- бронза : Европско првенство Утрехт 1966.[9]